# Антова, Габриела
Габриела Антова (болг. Габриела Антова; род. 6 января 2002, София) — болгарская шахматистка, международный гроссмейстер среди женщин (2023).

## Биография
Габриела Антова начала играть в шахматы с семи лет. Она неоднократно представляла Болгарию на юношеском чемпионате Европы по шахматам и юношеском чемпионате мира по шахматам в разных возрастных группах, где завоевала четыре медали: золото (в 2010 году на чемпионате Европы по шахматам среди девушек в возрастной группе до 8 лет), серебро (в 2016 году на чемпионате Европы по шахматам среди девушек в возрастной группе до 14 лет) и две бронзы (в 2013 году на чемпионате Европы по шахматам среди девушек в возрастной группе до 12 лет, и в 2018 году на чемпионате Европы по шахматам среди девушек в возрастной группе до 16 лет). В 2014 году она заняла 4-е место на чемпионате мира по шахматам среди девушек в возрастной группе до 12 лет. Многократная победительница чемпионатов Болгарии и Европы по быстрым шахматам и блицу среди девушек в разных возрастных группах.
С 2014 года Габриела Антова регулярно участвует в финалах чемпионатов Болгарии по шахматам среди женщин, где лучший результат ей был достигнут в 2017 году, когда она разделила 3—5-е места, но осталась четвертой по дополнительным показателям.
В 2017 году в Риге Габриела Антова участвовала в личном чемпионат Европы по шахматам среди женщин.
За успехи в турнирах ФИДЕ присвоила ей звания женского мастера ФИДЕ (WFM) в 2010 году, мастера ФИДЕ (FM) в 2016 году, женского международного мастера (WIM) в 2018 году и женского международного гроссмейстера (WGM) в 2023 году

## Изменения рейтинга
| Графики недоступны из-за технических проблем. См. информацию на Фабрикаторе и на mediawiki.org. |